# NGC 5551
NGC 5551 ist eine 14,2 mag helle Galaxie vom Hubble-Typ S? im Sternbild Jungfrau und etwa 335 Millionen Lichtjahre von der Milchstraße entfernt.
Sie wurde am 8. Mai 1864 von Albert Marth entdeckt.